# Ludwik Krempa

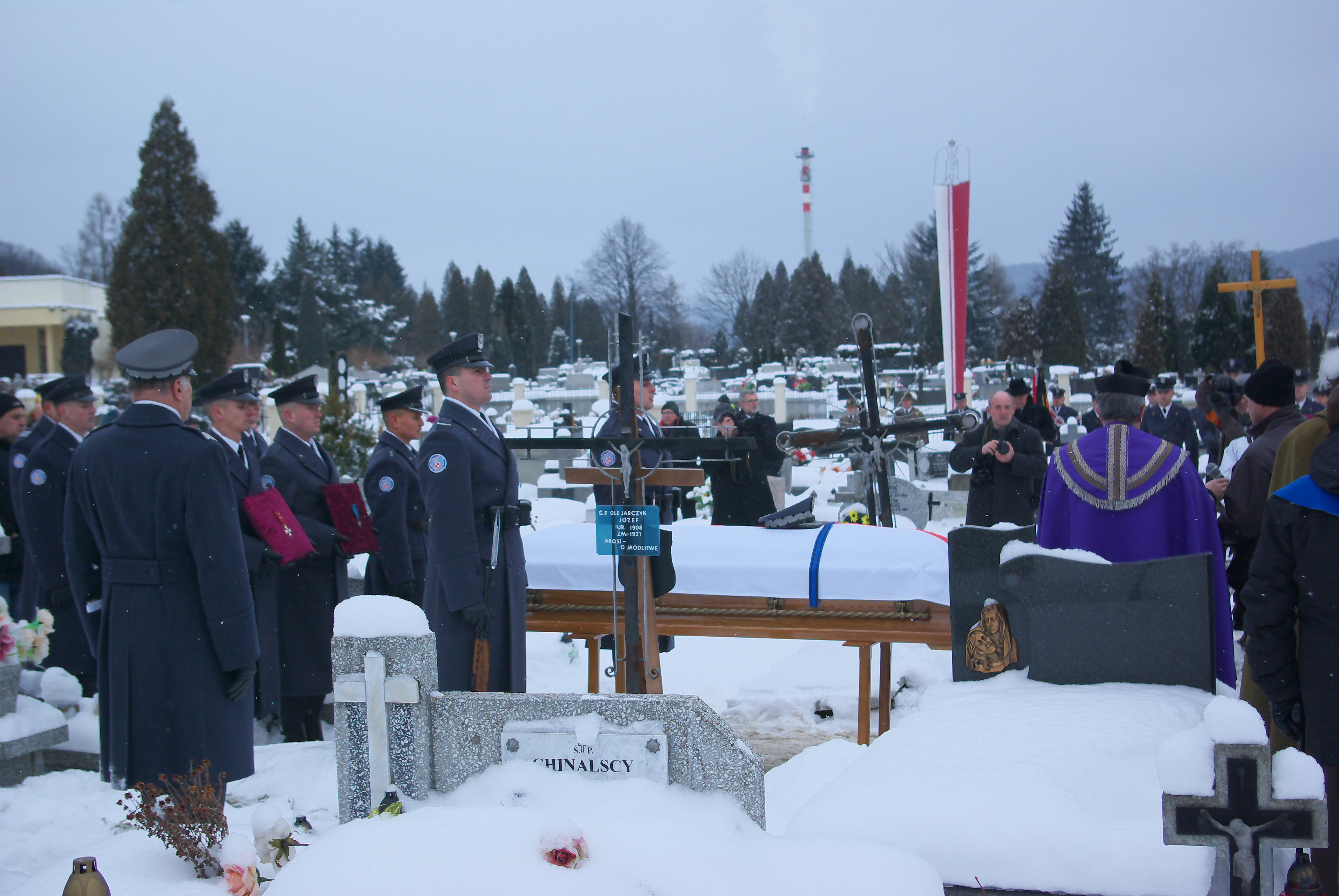
Pogrzeb Ludwika Krempy

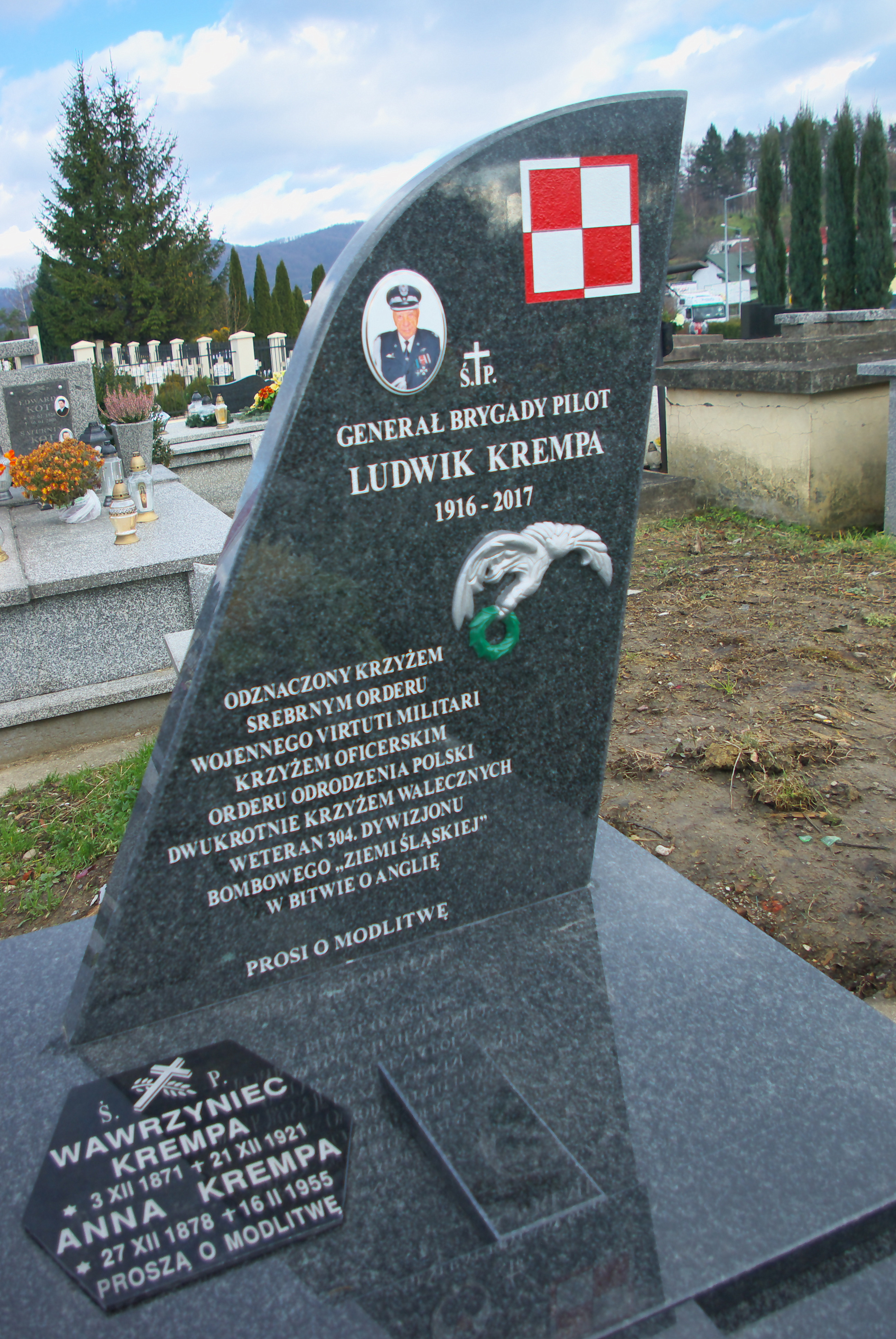
Nagrobek Ludwika Krempy i jego rodziców

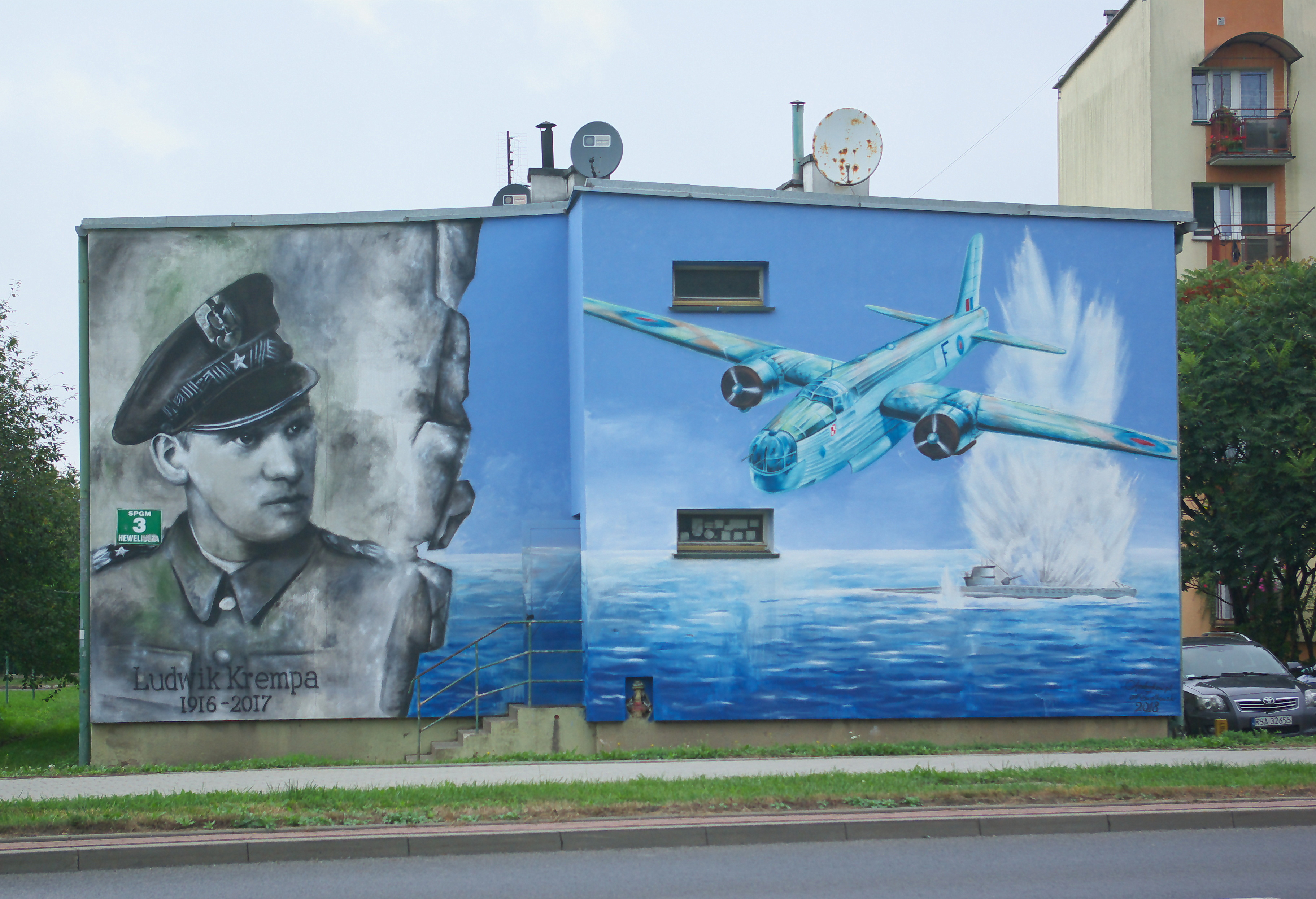
Mural upamiętniający Ludwika Krempę w Sanoku

Ludwik Krempa (ur. 22 stycznia 1916 w Sanoku, zm. 3 stycznia 2017 w Krakowie) – generał brygady pilot Wojska Polskiego, kawaler Orderu Virtuti Militari.

## Życiorys
Ludwik Krempa urodził się 22 stycznia 1916 w Sanoku. Był synem Wawrzyńca (1871-1921) i Anny z domu Kikta (1878-1955) oraz bratem Romana (ur. 1896). Jego ojciec zmarł po zakończeniu I wojny światowej wskutek ran odniesionych na froncie, w związku z czym był wychowywany przez matkę. Do szkoły powszechnej uczęszczał w Sanoku, w Krystynopolu, zaś ten etap edukacji ukończył w Krakowie, gdzie następnie został absolwentem Państwowej Szkoły Przemysłowej im. Stanisława Staszica, w której w 1936 zdał maturę i otrzymał tytuł technika mechanika. W oczekiwaniu na powołanie do odbycia służby wojskowej jego zainteresowanie wzbudziło lotnictwo (za sprawą kolegi Edmunda Lagro), po czym w połowie 1936 trafił do ośrodka w Bezmiechowej Górnej w rodzinnych stronach, gdzie ukończył kurs szybowcowy (zdobył kategorię „A” pilota szybowcowego). W 1937 otrzymał powołanie do odbycia służby wojskowej w Szkole Podchorążych Łączności w Zegrzu, zaś po trzymiesięcznym szkoleniu, z racji posiadania uprawnienia pilota szybowcowego, w styczniu 1938 celem dalszej edukacji przekierowano go do Szkoły Podchorążych Rezerwy Lotnictwa w Dęblinie. Tam ukończył okres rekrucki, jako słuchacz zaliczył lotnicze przedmioty teoretyczne, po czym rozpoczął szkolenie praktyczne na lotnisku w Sadkowie – pilotował wówczas samoloty RWD-8, PWS-26 oraz Bartel BM-5. Po ukończeniu kursu pilotażu podstawowego, jako rezerwista otrzymał przydział do 6 pułku lotniczego we Lwowie. Od czerwca 1933 pracował jako kreślarz konstruktor w firmie Zieleniewski i Spółka w Krakowie. W tym czasie, w randze pilota rezerwowego, poprawiał swoje umiejętności lotnicze, wykonując loty na samolotach Potez w 2 pułku lotniczym w Krakowie. Uchwałą Rady Miejskiej w Sanoku z około 1938/1939 został uznany przynależnym do gminy Sanok.
21 lipca 1939 powołano go na ćwiczenia dla rezerwistów do eskadry treningowej 6 pułku lotniczego, zaś w związku z realnym zagrożeniem konfliktem w Europie, nie powrócił do cywila – został skierowany do 66 eskadry obserwacyjnej. Po wybuchu II wojny światowej, na początku kampanii wrześniowej pozostawał w eskadrze; 7 września 1939, podczas odwrotu i pobytu na lotnisku Polkowszczyzna nieopodal Nałęczowa, zachorował, po czym przetransportowano go do szpitala w Lublinie, skąd po kilku dniach został zwolniony. Wobec zbliżania się wojsk niemieckich do miasta i niemożności powrotu do macierzystej eskadry, dołączył do rzutu naziemnego 2 pułku lotniczego, w którym służył odtąd jako pilot łącznikowy (wówczas latał na samolotach RWD-8). 17 września 1939 przebywał na lotnisku w Tarnopolu skąd dostrzegł nadciągające wojska sowieckie, przystępujące do ataku na Polskę. Ewakuował się przez Stanisławów do Lwowa, skąd trafił do Krakowa. Pod koniec 1939 opuścił miasto i przybył do rodzinnego Sanoka, gdzie mieszkała jego matka. Wkrótce rozpoczął pracę w kopalni w pobliskiej Grabownicy Starzeńskiej, zaś wiosną 1940 wraz z grupą uciekinierów opuścił okupowaną Polskę przez zieloną granicę. Na Węgrzech został zatrzymany i odesłany z powrotem, lecz druga próba przedostania się na południe zakończyła się powodzeniem. Poprzez Ungwar, Záhony (gdzie mieścił się obóz dla uchodźców z Polski), Budapeszt, Belgrad, Grecję dotarł do Turcji, gdzie z portu w Mersin z grupą rodaków na statku SS „Warszawa” trafił do Hajfy.
Od 19 sierpnia 1940 służył w Samodzielnej Brygadzie Strzelców Karpackich, po czym jako lotnika przekierowano go do grupy przewidzianej do formowanych Polskich Sił Powietrznych w Anglii. 26 października 1940 znalazł się w polskiej bazie w Blackpool. 20 listopada 1940 rozpoczął długi cykl szkoleń – najpierw przeszedł kurs sprawdzający w 15 EFTS (15 Szkoła Pilotażu Podstawowego) w Carlisle (wówczas wymagano od niego doszkolenia na maszynach brytyjskich oraz doszkolenia w zakresie procedur). W lipcu 1941 rozpoczął praktyczne szkolenie, od sierpnia uczył się w 16 SFTS w Newton. 1 lutego 1942 otrzymał stopień oficerski. W lipcu 1942 przydzielono go do jednostki szkolenia operacyjnego w 18 OTU w Bramcote. 20 października 1942 został przydzielony do 304 dywizjonu bombowego „Ziemi Śląskiej im. Ks. Józefa Poniatowskiego”, gdzie stworzono załogę z jego udziałem, po czym pierwszy lot odbył 28 października. Wykonywał loty bojowe na maszynach Vickers Wellington – patrole nad morzem celem wykrywania i niszczenia wrogich okrętów, w tym niemieckich okrętów podwodnych (do jego zadań należało patrolowanie, fotografowanie, bombardowanie); ponadto uczestniczył w bombardowaniu portu w Bordeaux. Do lutego 1943 odbył 16 lotów bojowych. W maju 1943 został skierowany na kurs doszkalający dla oficerów w bazie RAF w Cosford, od lipca 1943 odbywał kurs zgrywania załóg w 6 OTU w Silloth, po czym jako nowo promowany oficer 10 września wrócił do dywizjonu 304 jako dowódca załogi w składzie: por. naw. Stefan Sawicki, plut. rtg. Wacław Szerszun, st. sierż. strz. Mikołaj Pawluczuk, sierż. strz. Jan Gumiński, sierż. M. Piotrowski, sierż. J. Zientek. Wraz z załogą odbył kolejne 34 loty i zadania bojowe, głównie nad Oceanem Atlantyckim i Zatoką Biskajską. W czasie jednego z patroli udało im się wykryć trzy okręty nieprzyjaciela, podając o nich dokładne informacje. Po odbyciu łącznie 50 lotów (ostatni z tury 21/22 czerwca 1944) skierowano go na kurs dla instruktorów w szkole pilotażu 16 SFTS, a po jego ukończeniu od 22 czerwca 1944 szkolił pilotów jako instruktor na samolotach Oxford.
Po zakończeniu wojny, trafił ponownie do dywizjonu 304, który stał się wówczas jednostką transportową. 24 stycznia 1946 został przeniesiony do 301 dywizjonu transportowego Ziemi Pomorskiej-Obrońców Warszawy (w czasie służby odbywał loty na samolotach Halifax do Włoch i Grecji), w którym służył do rozformowania tej jednostki w grudniu 1946. Po zakończeniu służby pozostał w Wielkiej Brytanii. Po zakończeniu służby postanowił pozostać na emigracji. Wstąpił do Polskiego Korpusu Przysposobienia i Rozmieszczenia, w jego ramach od 10 stycznia 1947 służył w bazie w East Wretham. Został zdemobilizowany w styczniu 1949.
W ramach kursów dla polskich żołnierzy ukończył kurs kreślarski. Rozpoczął pracę w firmie „Sentinel” w Shrewsbury jako kreślarz i projektant przy produkcji silników do autobusów, po pięciu latach trafił do firmy „Stone Platt Company” w Crawley, w której był zatrudniony jako projektant pomp głębinowych i systemów zasilania awaryjnego przez ponad 25 lat – aż do przejścia na emeryturę w 1981.
W 1988 powrócił do Polski i wraz z żoną zamieszkał w Krakowie. W czerwcu 2003 wstąpił do Krakowskiego Klubu Seniorów Lotnictwa, uzyskując status członka zwyczajnego. Od czerwca 2013 był Honorowym Członkiem Stowarzyszenia Seniorów Lotnictwa Wojskowego RP Oddziału Krakowskiego. Został członkiem Stowarzyszenia Lotników Polski Południowej, 27 listopada 2013 wybrany honorowym wiceprezesem ds. weteranów; w stowarzyszeniu został także członkiem kapituły „Honoris”. Mimo sędziwego wieku podjął aktywne uczestnictwo w uroczystościach patriotycznych i spotkaniach kombatanckich. Został członkiem zwyczajnym Stowarzyszenia Klub Kawalerów Orderu Wojennego Virtuti Militari. Był jednym z ostatnich żyjących polskich lotników z czasów II wojny światowej, odznaczonych Orderem Virtuti Militari.
W 2013 powstał film poświęcony Ludwikowi Krempie pt. Wspomnień czar autorstwa Edwarda Wyroby. W styczniu 2014 w 8 Bazie Lotnictwa Transportowego w Balicach została zorganizowana uroczystość w jubileusz 98. urodzin Ludwika Krempy. W styczniu 2016 Ludwik Krempa obchodził jubileusz 100. urodzin. Postanowieniem Prezydenta RP Andrzeja Dudy z 28 września 2016 na wniosek Ministra Obrony Narodowej Antoniego Macierewicza został mianowany na stopień generała brygady. Awans generalski został wręczony Ludwikowi Krempie osobiście przez Prezydenta 25 listopada 2016 w Krakowie.
Ludwik Krempa zmarł 3 stycznia 2017 w Krakowie. Został pochowany w grobowcu swoich rodziców na Cmentarzu Centralnym w Sanoku 9 stycznia 2017.
We wrześniu 2018 powstał mural, wykonany na ścianie budynku mieszkalnego przy ul. Jana Heweliusza 3 w Sanoku, przedstawiający Ludwika Krempę i samolot Wellington; autorami obrazu są Arkadiusz Andrejkow i Marek Szatkowski, a inicjatorem przedsięwzięcia Robert Bańkosz.

## Ordery i odznaczenia
- Krzyż Srebrny Orderu Wojennego Virtuti Militari (nr 10301[b])[24][25].
- Krzyż Oficerski Orderu Odrodzenia Polski – 2015[c][26][27].
- Krzyż Walecznych – dwukrotnie (w tym w 1943, gdy udekorował go gen. Kazimierz Sosnkowski).
- Medal Lotniczy.
- Polowa Odznaka Pilota.
- Odznaka pamiątkowa 8 BLTr – 2014[28].
- Odznaka „Honoris Gratia” – 2015[29].
- Medal ufundowany przez Ambasadę RP w Tunezji z okazji 70. rocznicy powstania jednostki Polski Zespół Myśliwski, zwanej „Cyrkiem Skalskiego” – 2013[30][31].